# 21. světové skautské jamboree
21. světové skautské jamboree se konalo v červenci a srpnu roku 2007 a bylo součástí oslav Sto let skautingu – světové skautské hnutí bylo založeno v roce 1907 v Anglii na základě myšlenek zakladatele Roberta Baden-Powella. Hostitelem bylo Spojené království, kde se na Brownsea konal v roce 1907 také historicky první skautský tábor.
Akce trvala 12 dní od 27. července do 8. srpna a konala se v Hylands Parku, v Chelmsfordu v Essexu. Toto místo bylo vybráno pro snadnou leteckou i námořní dostupnost a také kvůli blízkosti Gilwell Parku, důležitého kempu a školícího centra skautských vůdců.
Více než 38 000 skautů a vůdců ze 158 zemí, kteří byli členy některé z uznaných národních skautských organizací (uznání znamená členství ve WOSM, Světové organizaci skautského hnutí), na akci tábořilo, zatímco více než 50 000 se zúčastnilo formou jednodenní návštěvy. Na místě bylo také více než 8 600 členů mezinárodního servisního týmu z celého světa.

## Účast

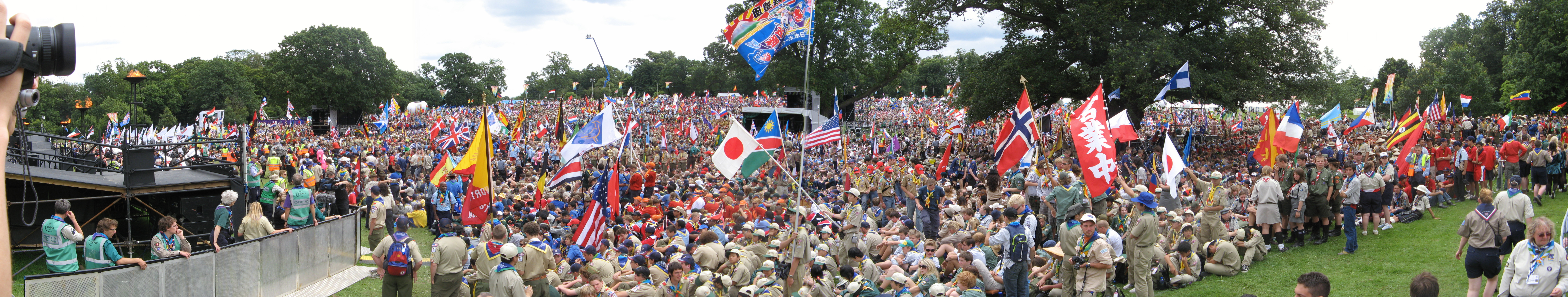
Skauti na zahajovacím ceremoniálu

Událost byla otevřená všem členům WOSM, kteří dosáhli věku 14 až 17 let na začátku Jamboree, tedy 27. července 2007. Členky WAGGGS, Světové asociace skautek, se mohly zúčastnit v případě, že příslušná národní organizace WOSM souhlasila. Lidé, kteří se chtěli zúčastnit, museli být vybráni svou skautskou organizací.
Dospělí se účastnili jako členové mezinárodního servis týmu, vůdci oddílů, zástupci členských států, pracovníci programů mimo tábořiště, nebo členové přípravného týmu. Vítány byly také jednodenní návštěvy ze všech věkových kategorií. Z kapacitních důvodů byly pro ně však omezené možnosti.
Tato událost byla druhým největším jamboree s 38 074 účastníky (ale z více zemí, než kdy předtím), a s více než 42 000 jednodenních návštěvníků. Největším bylo 3. světové skautské jamboree v roce 1929, s 50 000 účastníky.

## Téma
Každé Jamboree má své téma a na jamboree 2007 jím bylo Jeden svět, jeden slib. Toto motto je začleněno také na odznaku stého výročí a je k dispozici v místním jazyce všech skautských organizací, které jsou členy Světové organisace skautského hnutí. Toto motto je také součástí textu oficiální písně tohoto jamboree Jambo.

## Fakta
- Od půlnoci ve čtvrtek 26. července do půlnoci v pátek 27. července přijel k Hylands Parku v průměru každé dvě minuty jeden autobus.[4]
- Každou minutu byla spotřebována jedna role toaletního papíru.[4]
- Bylo použito 5 km optických kabelů a více než 45 km kabelu kategorie 5.[4]
- 21. světového skautského jamboree se zúčastnilo více zemí než předchozích olympijských her v roce 2004.[4]
- Snědlo se více než 100 000 kg masa.[4]
- Každý den bylo z tábořiště odvezeno asi 90 cisteren splašků.[4]
- Některé činnosti na 21. světovém skautském jamboree se pokusily překonat rekord v Guinnessově knize rekordů, což zahrnovalo úspěšný start 1032 modelů raket najednou, umístění 500 kajaků do vody v den zahájení a 384 párů tančících polský národní tanec. Navíc dne 7. srpna 2007 v 19:30 byl skauting oficiálně prohlášen a certifikován Scottem Christim, manažerm rekordů Guinnessovy knihy rekordů, jako největší organizace pro mládež na světě.[5]

## Atrakce
Klíčové atrakce a události:
- Zahájení: tábor byl zahájen zvláštním obřadem, za účasti prince Williama zastupujícího královnu a vévody z Kentu, předsedy britské skautské asociace.
- World Village: šest oblastí na tábořišti, kde skauti mohli zažívat akce jako je tvořivost, technologie a kultura.
- Gilwell Adventure: dobrodružné a náročné aktivity se odehrávaly v Gilwell Parku, sídle ústředí skautské asociace.
- Global Development Village: výstava, která zkoumala klíčové světové problémy prostřednictvím praktických workshopů vedených odborníky z OSN a podobných, např. charitativních organisací jako Oxfam.
- Globuses: série Londýnských autobusů upravených jako učebny, s tématy jako otroctví, práva žen, práva dětí, globální cestování, HIV/AIDS a voda. Oblíbený byl autobus z oblasti práv žen, který měl i roli ve filmu Spice World.
- Community Action Day: den známý oficiálně jako "Starburst", což byl den věnovaný službě komunitě, která zahrnovala činnosti jako čištění trnitého křoví a stromů v Epping Forest nebo vymalování dětského domova.
- Daily Shows: denně účinkovali přihlášené skupiny skautů a skautek, kteří předváděli řadu písní, včetně "Jamboree Megamix", písně obsahující oblíbené popové hity, a také oficiální Jamboree Song.
- Sunrise Ceremony: tato událost připomínala 100 let skautingu; všichni skauti se spojili, aby obnovili svůj slib skrze živé video na ostrově Brownsea, kde se konal první skautský tábor. Podobné události se 1. srpna v 8 hodin ráno místního času konaly po celém světě. Lord Michael Baden-Powell, vnuk zakladatele skautského hnutí, byl také přítomen, a přečetl úryvky z dopisu, který jeho dědeček napsal před svou smrtí: „Věřím, že Bůh nás dal do tohoto světa, abychom byli šťastní a užívali si života. Štěstí nepochází z bohatství, ani z pouhého úspěchu v kariéře, ani z požitkářství. Jeden krok směrem ke štěstí je být zdravý a silný, když jste kluk, a být užitečný a také si užívat života, pokud jste muž... Ale skutečný způsob, jak získat štěstí, je dělat šťastnými ostatní lidi. Zkuste to a opusťte tento svět trochu lepší, než jste ho našli, a když přijde čas zemřít, můžete zemřít šťastní s pocitem, že v každém případě jste neplýtvali svůj čas, ale udělali jste to nejlepší. "Být připraven" tímto způsobem, žít a zemřít šťastný – držte se svého skautského slibu vždy, dokonce i poté, co jste přestali být chlapci, a Bůh vám pomůže, jak to udělat. Váš přítel Baden-Powell.“
- Sunrise camp: každá účastnická země měla jmenovat 2 členy jako vyslance na tábor obřadu východu slunce od 27. července do 1. srpna. Ti byli rozděleni na 4 skupiny a mohli se účastnit různých aktivit na ostrove Brownsea, včetně pomoci při přípravě a podílení se na obřadu východu slunce.
- Pro členy servis týmu a dospělé vedoucí byla připravena Adult Jamboree Friendship Award (Cena přátelství pro dospělé).
- Internetové kavárny a WiFi hot spoty.

## Subkempy
Každé centrum obsahovalo čtyři subkempy, každý s 2 000 skauty s vlastním programem činností. V rámci subkempů měl každý oddíl 36 účastníků. Čtyři centra byla:
| - Tropický - Džungle - Laguna - Mangrovy - Deštný les | - Oceán - Pláž - Přístav - Fjord - Atol | - Poušť - Oáza - Duna - Vádí - Tundra | - Hora - Sopka - Plošina - Ledovec - Kaňon |

Dospělí a Mezinárodní servisní tým (IST) měli vlastní program:
- Ostrov

## Přípravy
Přípravy na akci zahrnuly Jamboree v menším měřítku, EuroJam 2005, kde 12 000 skautů z celé Evropy tábořilo na stejném místě. Tato generální zkouška umožnila pořadatelům jamboree vyzkoušet celou řadu aspektů akce, včetně kontroly masivního přílivu skautských kontingentů do prostoru. Jídlo a zásoby pro EuroJam také vytvořily světový rekord pro největší internetové objednávky do supermarketu, přičemž dodávka byla přivezena ve velkých kloubových nákladních automobilech.
Organizace Scouts Shops Ltd., zodpovědná za dodání mnoha vybavení pro 21. světové jamboree, hlásila, že cena oceli na světovém trhu vzrostla v důsledku zadání objednávky na Jamboree.

### Mezinárodní servisní tým
Mezinárodní servisní tým (IST) byli skauti ve věku 18 let a více, kteří pomáhali budovat rozsáhlé skautské akce, největší z nichž bylo Světové skautské jamboree. Přijeli týden před začátkem akce.
Na místě bylo více než 8 600 členů IST, kteří pomáhali stavět, provozovat, uklízet a organizovat události, činnosti a služby na místě Jamboree. Členové týmu IST byli rozděleni do dvou hlavních částí a čtyř dílčích úseků, v závislosti na jejich zájmech a kvalifikaci:
- On-Site IST měli na starost služby, události a aktivity na tábořišti.
- Off-Site IST se starali o Splash!, den vodních sportů, Gilwell Adventure, aktivity v domě skautingu a starburst, den projektů pro komunitu.

Včetně vody, plynu a elektřiny týmy IST vybudovaly za méně než jeden měsíc a potom udržovaly v parku páté největší město v Essexu.

## Galerie

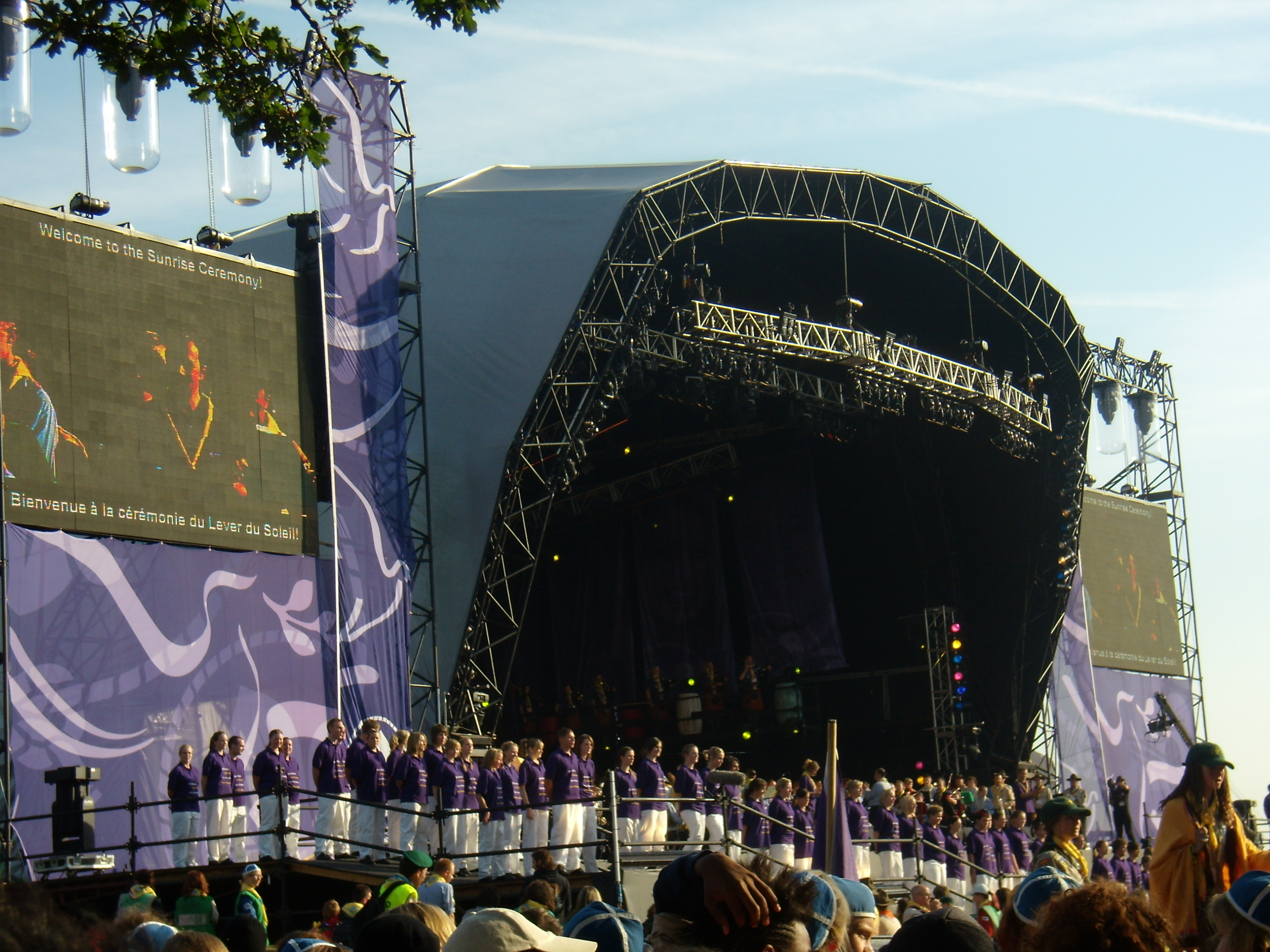
Oslavy obřadu východu slunce
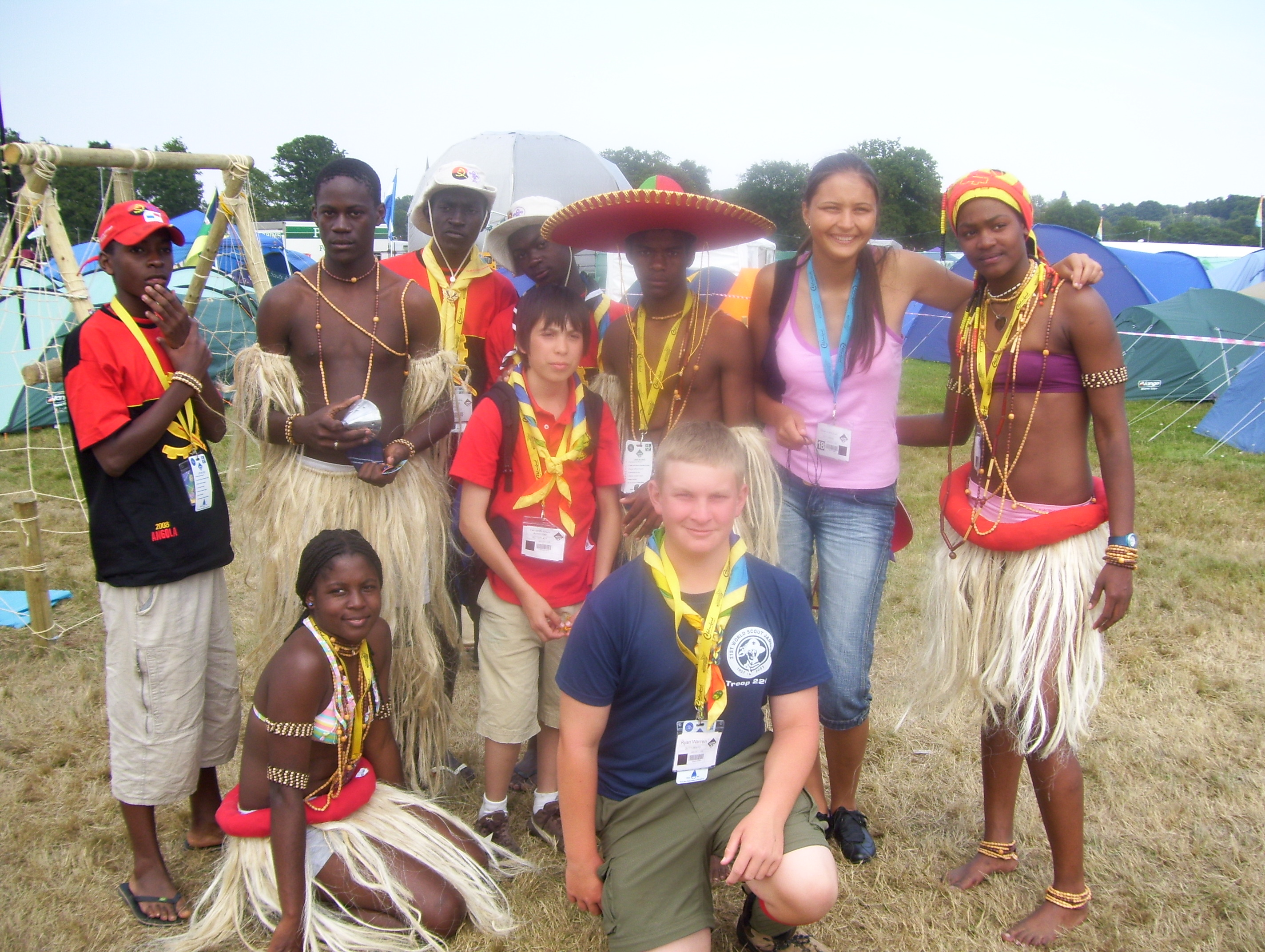
Skauti z celého světa na 21. světovém jamboree
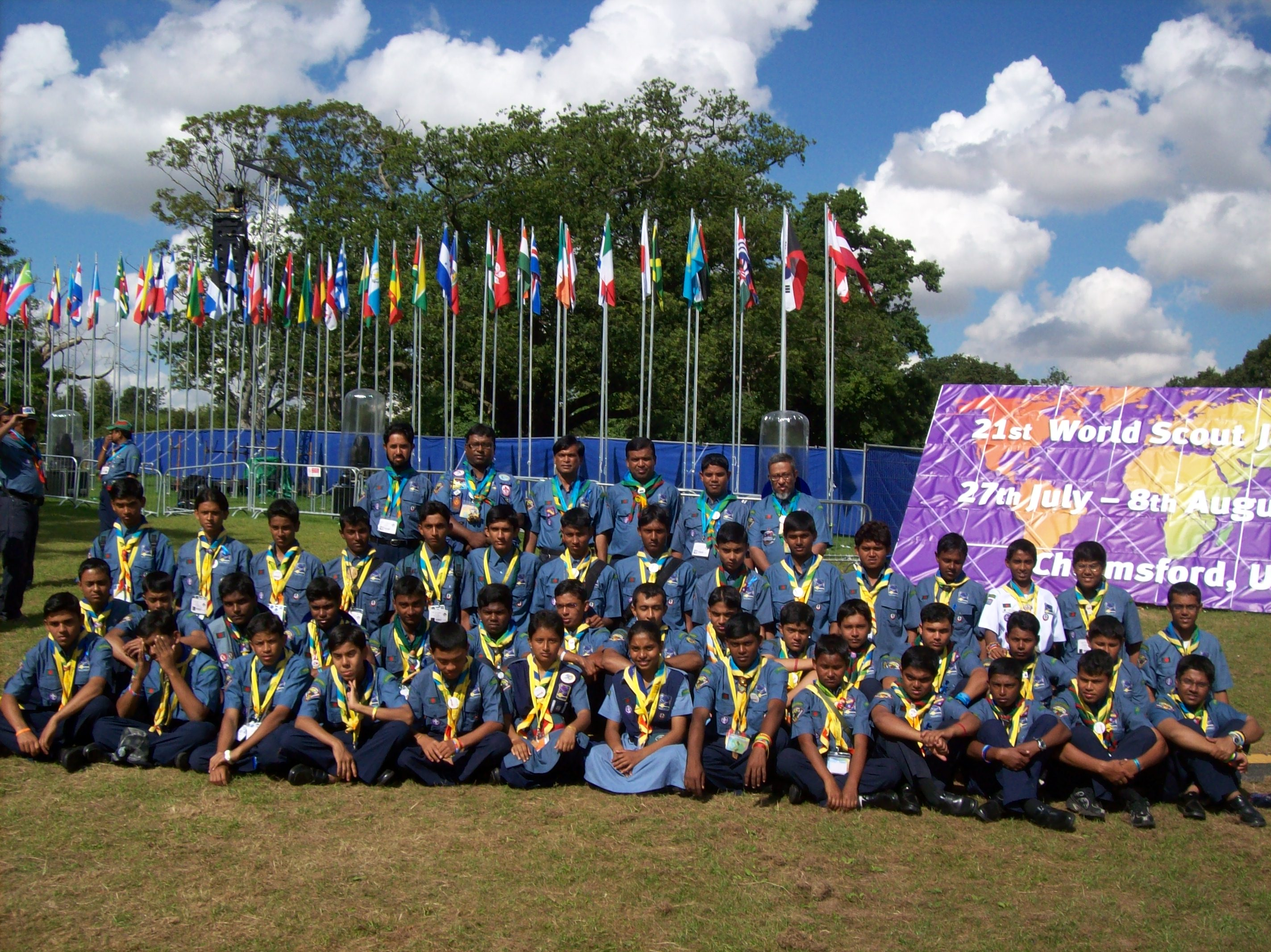
Skauti z Bangladéše na 21. světovém skautském jamboree
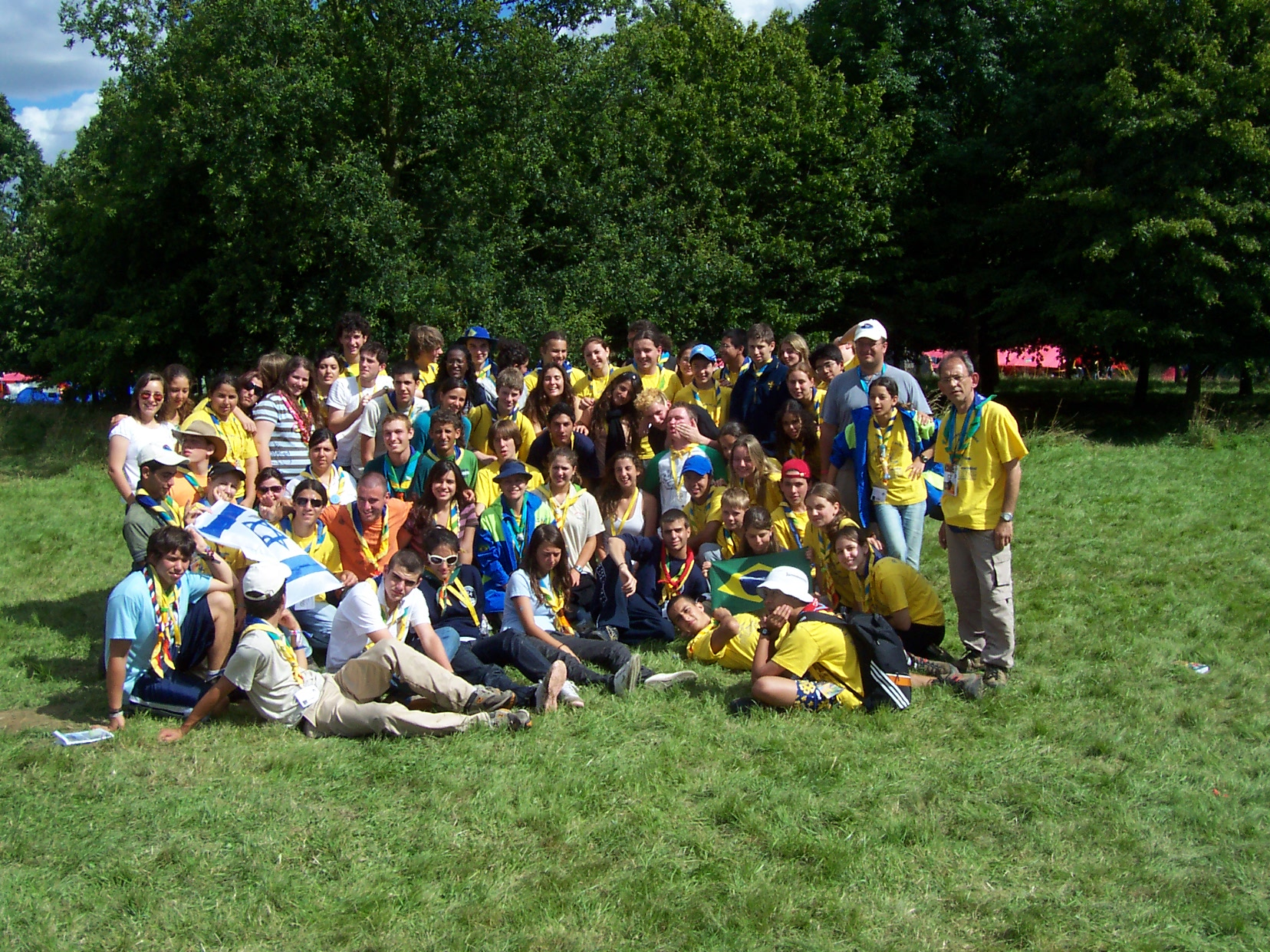
Izrael a Brazílie na jamboree
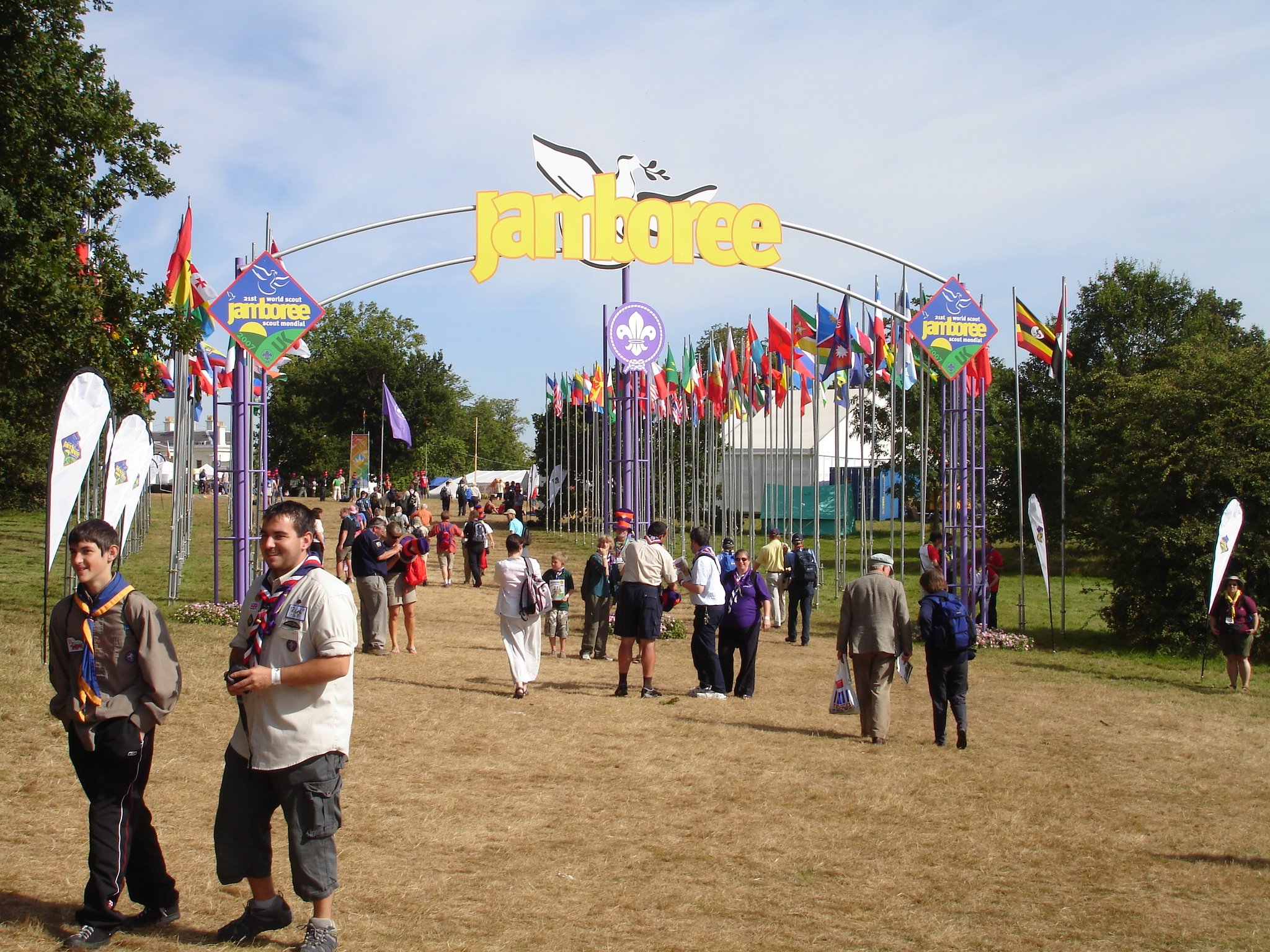
Hlavní vchod na 21. světové skautské jamboree
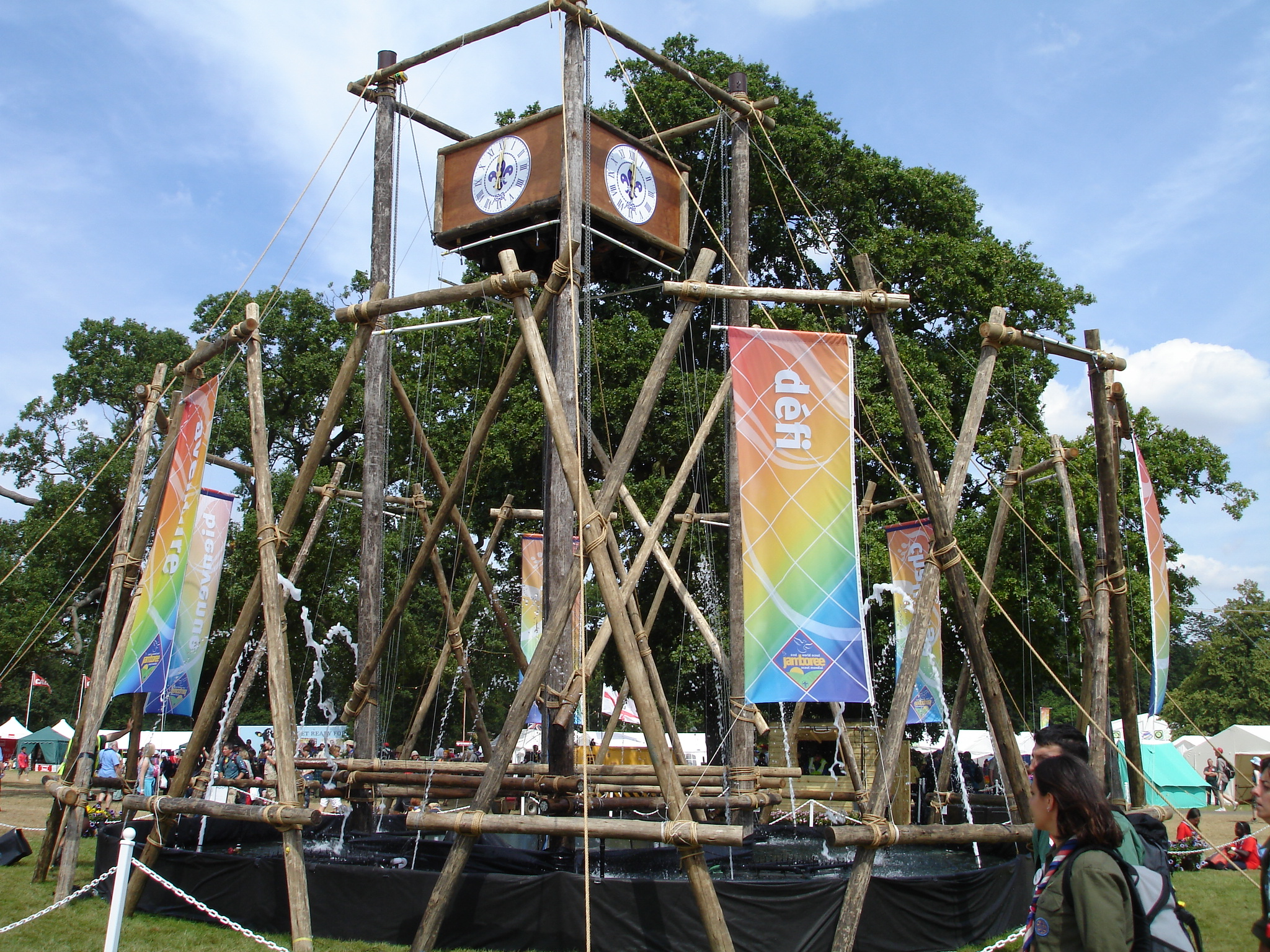
Centrální hodiny, postavené jako vázaná stavba
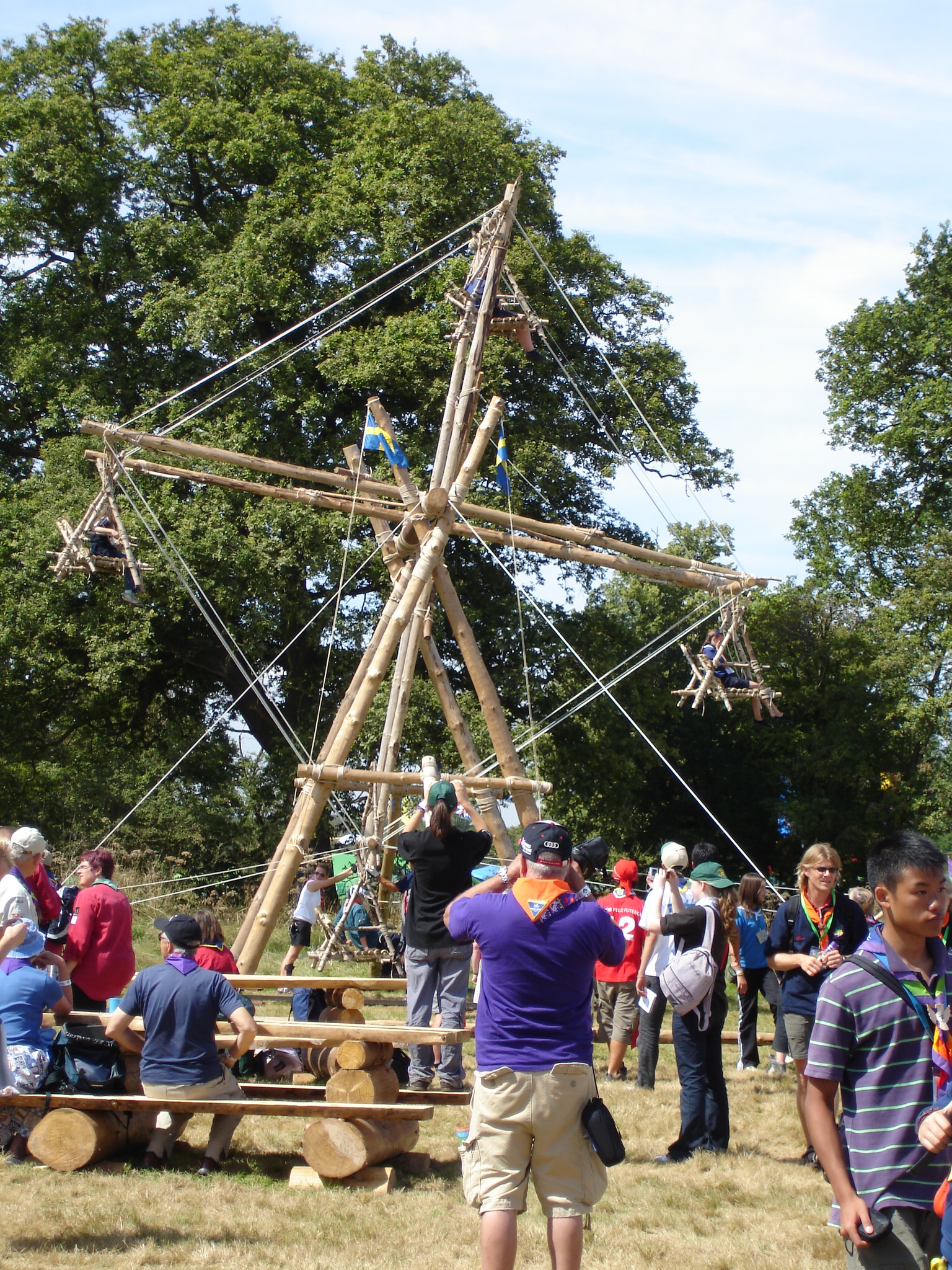
Ruské kolo postavené švédským kontingentem